# St. Michael (Berlin-Mitte)

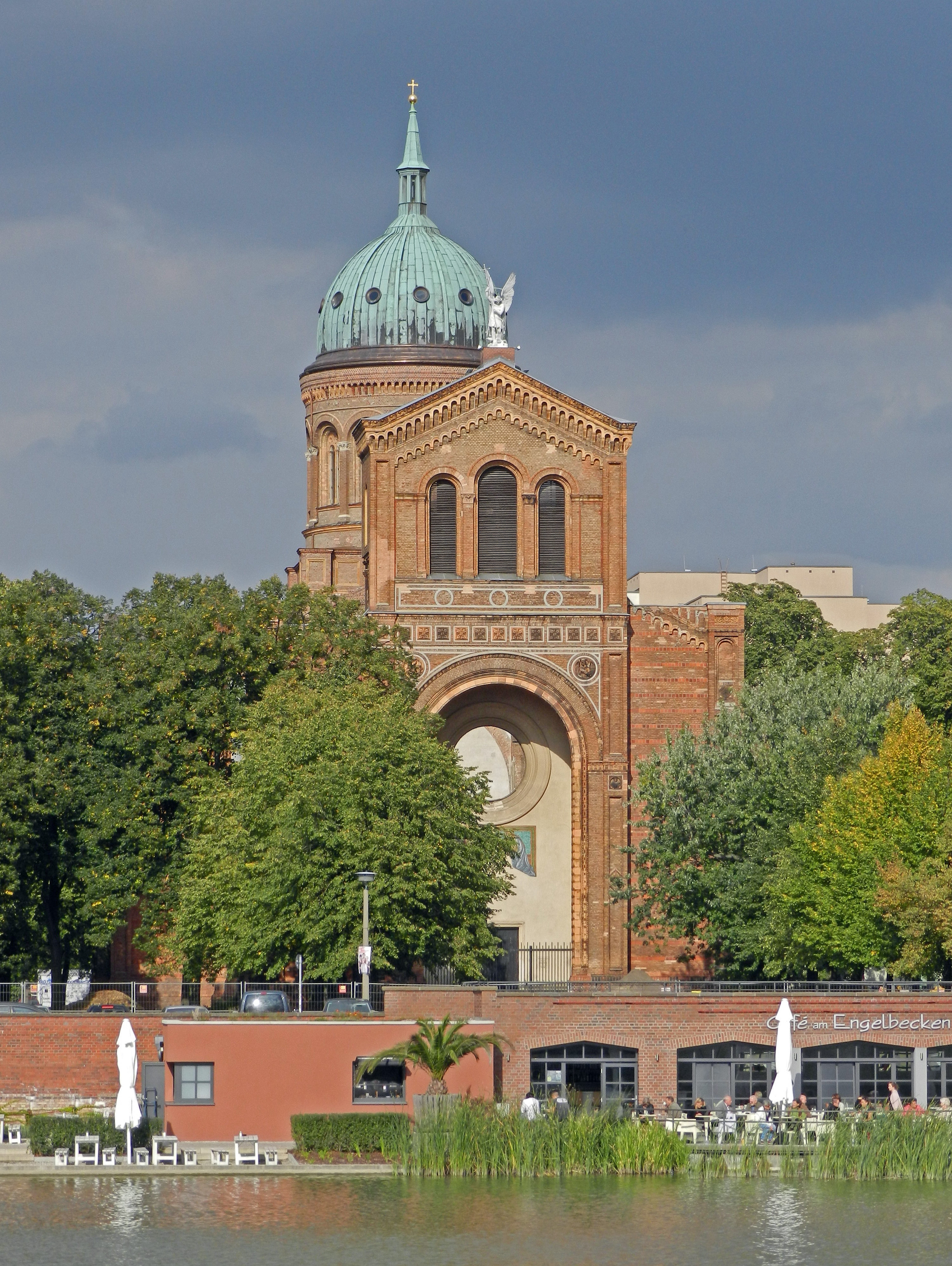
Sankt-Michael-Kirche mit dem Engelbecken

Die 1851–1856 erbaute Sankt-Michael-Kirche ist die drittälteste römisch-katholische Kirche in Berlin, die nach der Reformation errichtet wurde. Die Michaelskirche wurde während des Zweiten Weltkriegs teilweise zerstört und anschließend nicht vollständig wiederaufgebaut. Das Gotteshaus steht im Bezirk Mitte in der historischen Luisenstadt an der Grenze zwischen den Ortsteilen Mitte und Kreuzberg. Es gilt als eine brillante Umsetzung des für Karl Friedrich Schinkel typischen Rundbogenstils durch seinen Schüler August Soller. Das Gebäude steht unter Denkmalschutz.

## Lage

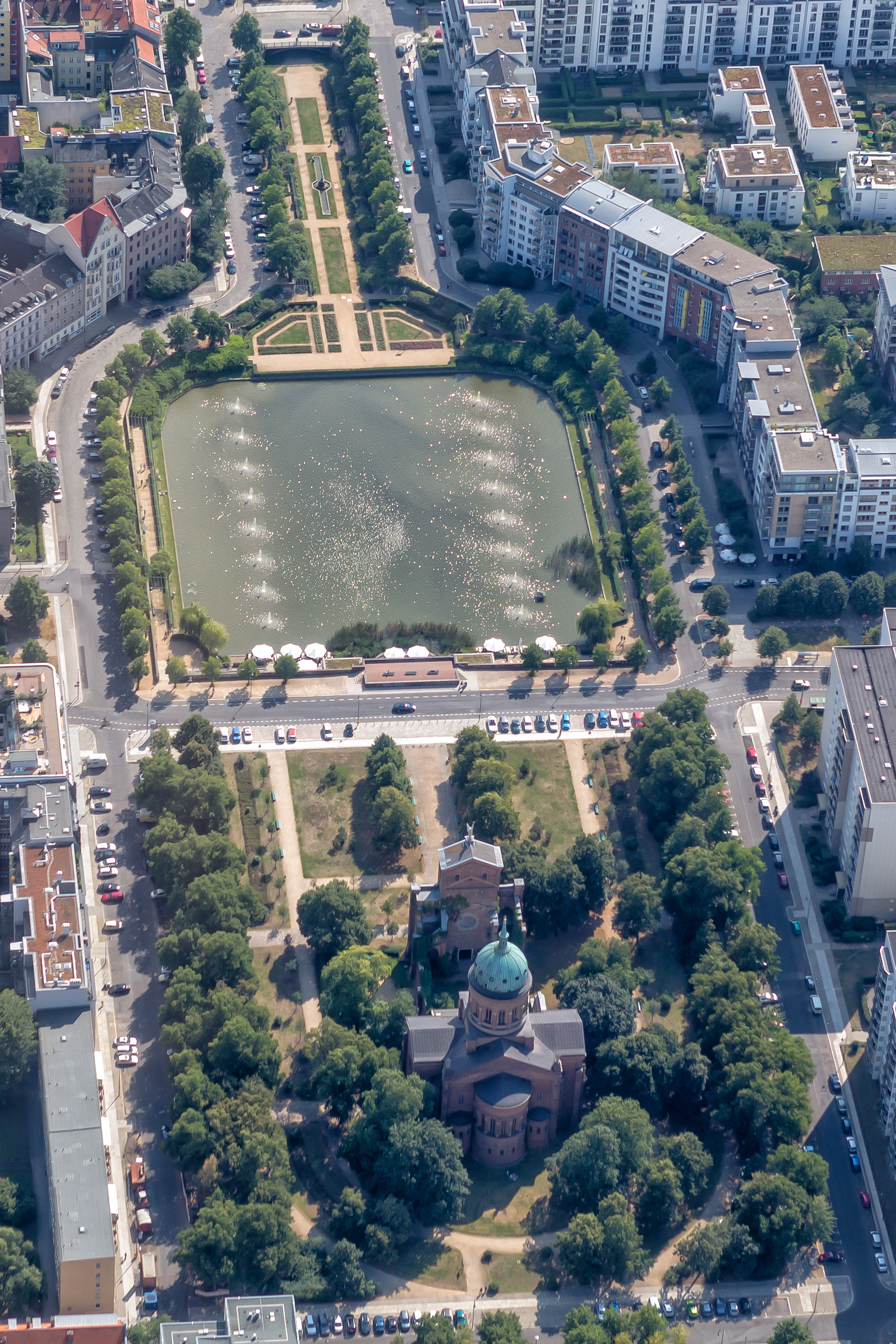
Luftaufnahme von Kirche und Umfeld

Lage der Kirche mit Verlauf der Berliner Mauer

Die Sankt-Michael-Kirche ist Namensgeberin für den Michaelkirchplatz am Engelbecken, das Teil des ehemaligen Luisenstädtischen Kanals ist. Nachdem der 1926 zugeschüttete Kanal, an dessen Rundbogen entlang bis zur politischen Wende die Berliner Mauer verlief, wieder zur Grünfläche und Flanierstrecke umgewandelt wurde, bot sich aus südlicher Richtung ein freier Blick auf die Sankt-Michael-Kirche. Doch erst der Fall der Mauer öffnete die Sichtachse wieder, sodass die Kirche heute ihre ursprüngliche städtebauliche Idee wieder erfüllt und den Akzentpunkt des Luisenstädtischen Kanals bildet. Vom Michaelkirchplatz zur Spree über die seit dem 16. Jahrhundert bestehende Köpenicker Straße verläuft die Michaelkirchstraße. In unmittelbarer Nähe befinden sich das ebenfalls unter Denkmalschutz stehende Haus des Deutschen Verkehrsbunds und das St.-Marien-Stift.

## Architektur

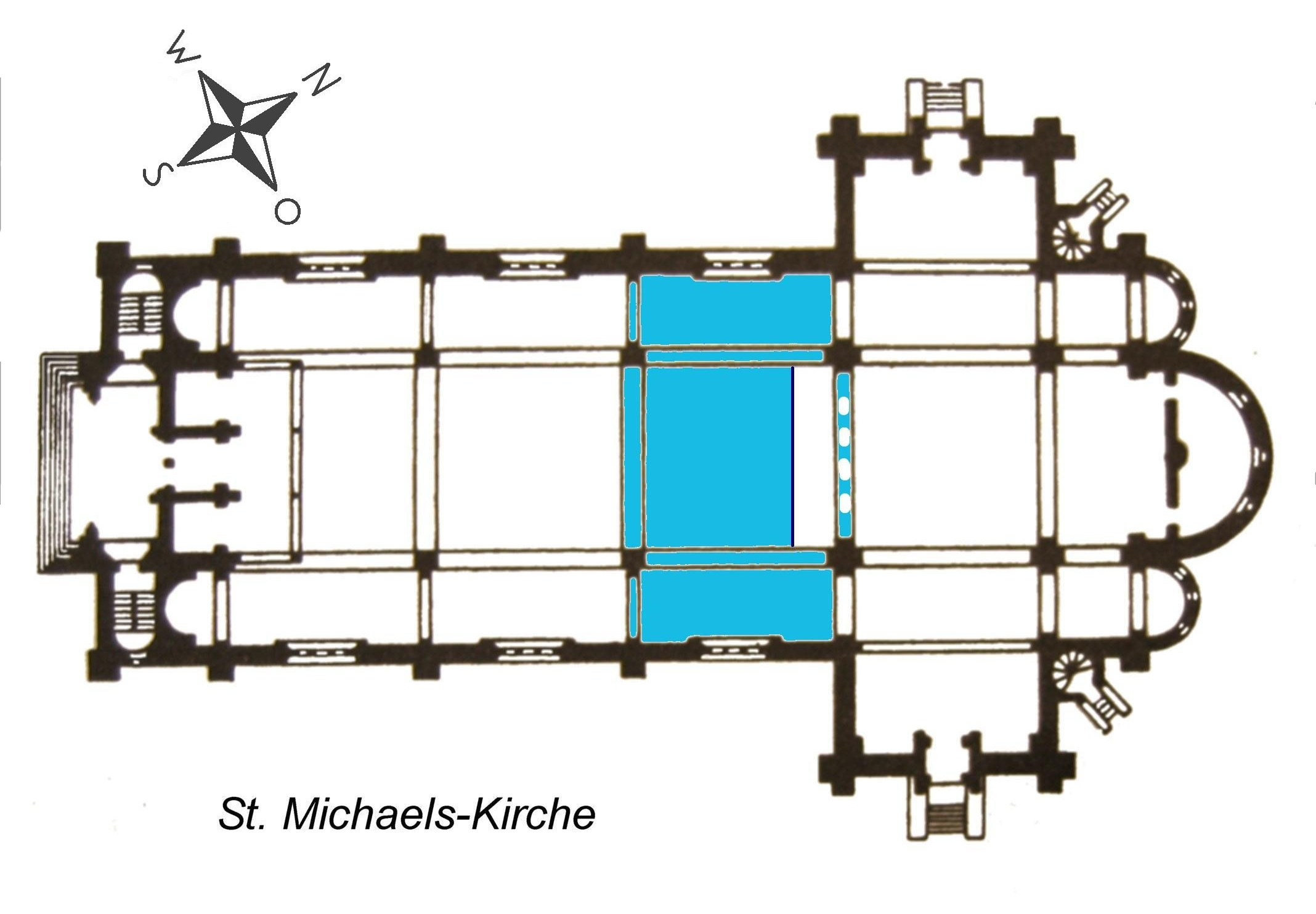
Historischer Grundriss (nachbearbeitet) der Kirche: Die dreischiffige Langhalle mündet in die drei halbrunden Altarnischen (Apsiden). Hellblau markiert ist der neu eingelassene Flachbau. Zwischen Flachbau und Querschiff ist auf der Höhe des zweiten Geschosses ein kleiner Lichthof.

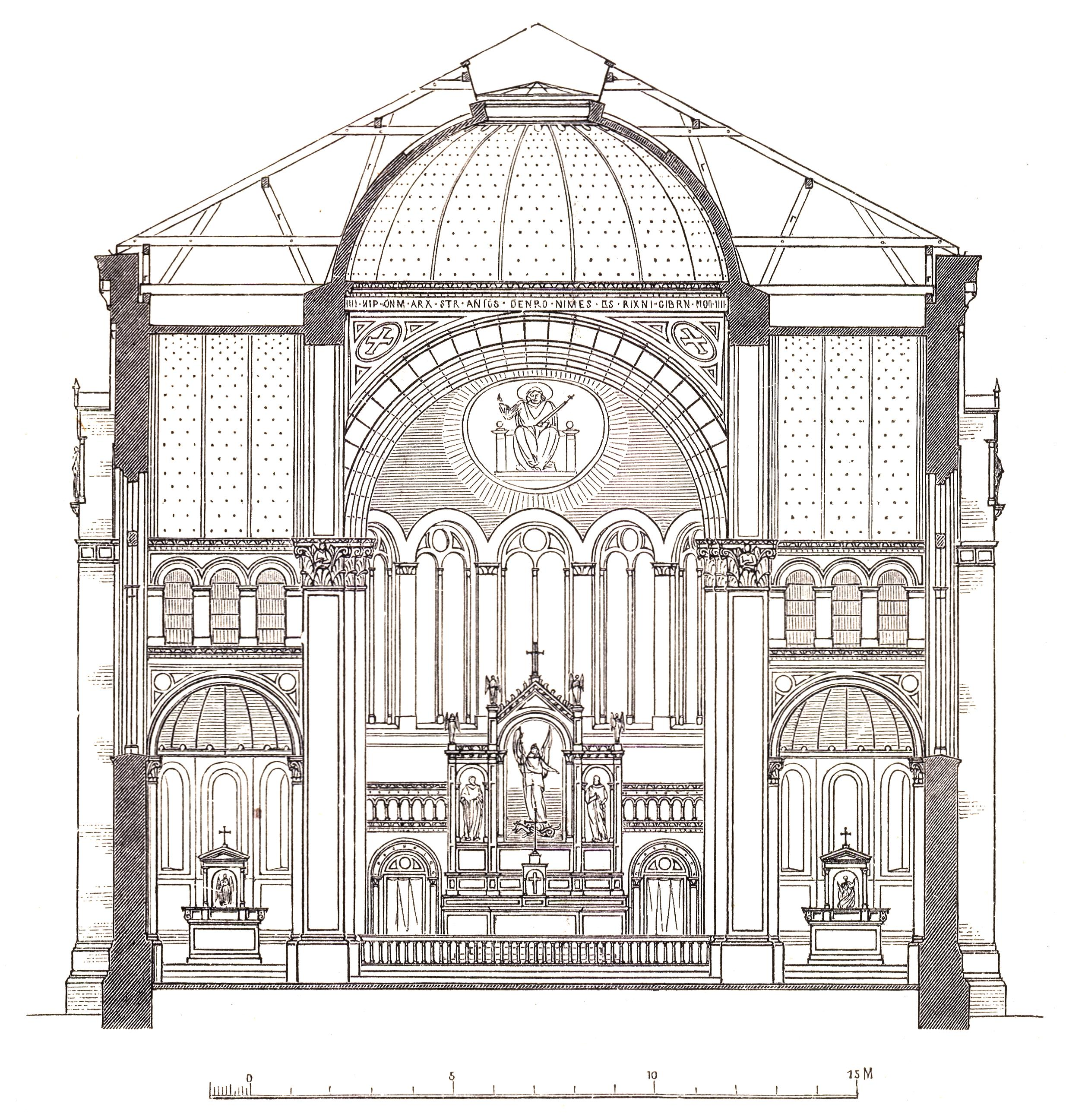
Schnitt, 1896

### Außenbereich
Der dreischiffige Backsteinbau ist 55 m lang und 30 m hoch, das Langhaus ist 19 m breit. Überragt wird die Kirche von der 56 m hohen, mit Kupferblech gedeckten Kuppel, die auf dem mit Rundbogenarkaden verzierten Tambour thront, der sich über der Vierung erhebt. Auf den Eckpfeilern der Vierung standen vor der Zerstörung Statuen der vier Evangelisten auf hohen Postamenten.
Über der turmlosen Frontseite befindet sich ein Glockengeschoss mit drei Rundbogenfenstern. Die Figur des Heiligen Michael auf der Eingangsfassade stammt vom Bildhauer August Kiß. Sie ist eine Replik, weil die Figur nicht speziell für die Sankt-Michael-Kirche entworfen worden ist. Der Bau ist mit Strebepfeilern, Friesen und Figuren sowie zweifarbigen Backsteinen verziert.

### Innenbereich

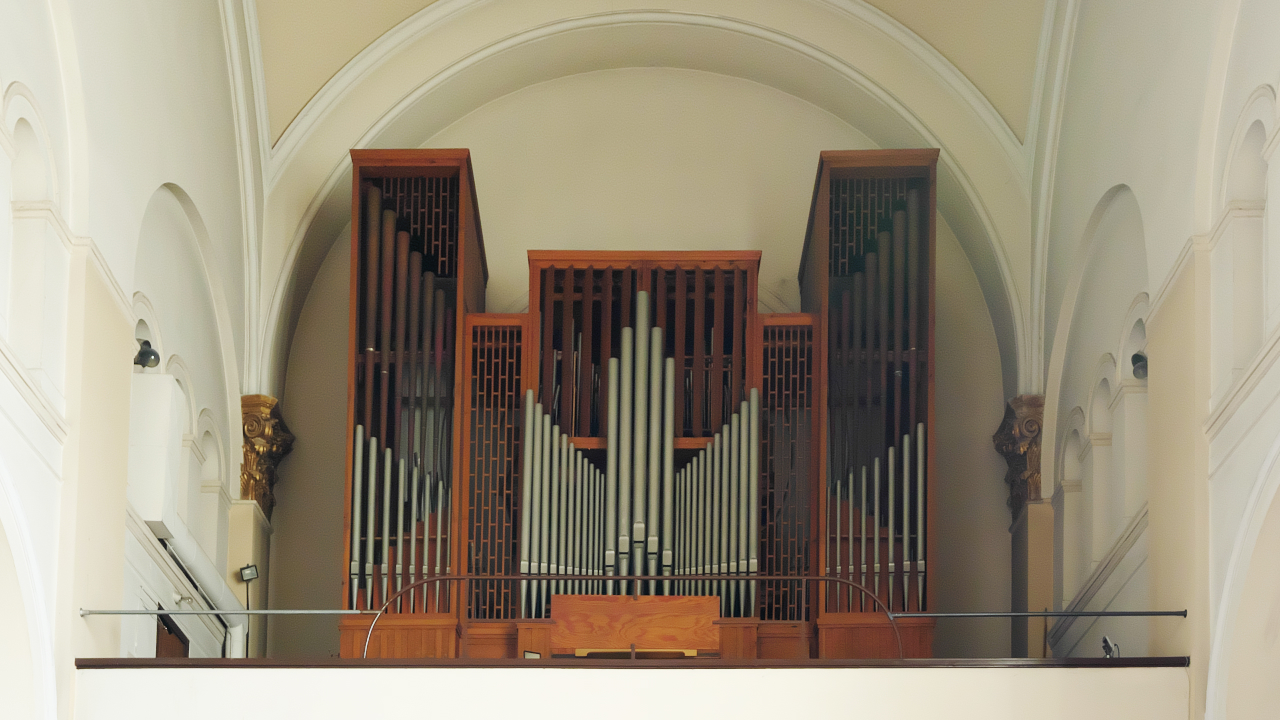
Sauer-Orgel

Das Querschiff ist mit einem Tonnengewölbe abgeschlossen. Das Gotteshaus ist eine Hallenkirche, das heißt, die drei Langschiffe waren vor der Zerstörung gleich hoch. Soller plante die Kirche zwischenzeitlich als Zentralbau. Diese Idee übernahm er in der Basilika und überkuppelte jedes einzelne Joch, so dass es als Folge aneinander gereihter Zentralbauten erschien.
Die drei Langschiffe werden jeweils durch eine Apsis abgerundet, was einer romanischen Bauform entspricht. In den zwei Seiten-Apsiden standen früher ein Marien- und ein Josefs-Altar. In der mittleren Apsis befand sich auf dem Hochaltar ein Bild des Erzengels Michael im Kampf mit Luzifer in Drachengestalt und im Halbrund darüber Christus als Pantokrator.
Die Kirche wurde zunächst mit einer kleinen Orgel von Carl August Buchholz ausgestattet, die zwei Manuale und 21 Register besaß. Diese Orgel wurde 1908 abgelöst durch ein neues Instrument der Gebrüder Dinse.
Bei der Restaurierung wurden nicht alle Verzierungen und Bilder wiederhergestellt. Die heute zerstörte Orgel war auf der Empore über dem Haupteingang installiert. Die Kanzel stand am östlichen Vierungspfeiler. In der Kirche befand sich auch ein Altartabernakel mit einem Marienbildnis in Marmor, das von dem Bildhauer Heinrich Pohlmann gestaltet wurde.
Infolge der teilweisen Zerstörung der Kirche finden die Gottesdienste im Querschiff statt, wobei der östliche Seiteneingang nun der Haupteingang ist, über dem sich die neue Orgelempore befindet. Die heutige Orgel wurde 1960 durch die Firma W. Sauer Orgelbau Frankfurt (Oder) errichtet. Sie verfügt über eine elektro-pneumatische Traktur mit einer freien Kombination und folgender Disposition:
| I Hauptwerk C–g3 |              |       |
| 8.               | Prinzipal    | 8′    |
| 9.               | Sing-Gedackt | 8′    |
| 10.              | Oktave       | 4′    |
| 11.              | Rohrflöte    | 4′    |
| 12.              | Nasat        | 2 ⁄3′ |
| 13.              | Schwiegel    | 2′    |
| 14.              | Mixtur IV–V  |       |
| 15.              | Trompete     | 8′    |

| II Schwellwerk C–g3 |                |       |
| 16.                 | Rohr-Gedackt   | 8′    |
| 17.                 | Salicional     | 8′    |
| 18.                 | Prinzipal      | 4′    |
| 19.                 | Gemshorn       | 4′    |
| 20.                 | Oktave         | 2′    |
| 21.                 | Nachthorn      | 2′    |
| 22.                 | Quinte         | 1 ⁄3′ |
| 23.                 | Sesquialter    | 2 ⁄3′ |
| 24.                 | Scharff III–IV |       |
| 25.                 | Krummhorn      | 8′    |
|                     | Tremolo        |       |

| Pedal C–f1 |                |     |
| 1.         | Subbass        | 16′ |
| 2.         | Oktavbass      | 08′ |
| 3.         | Gedackt-Pommer | 08′ |
| 4.         | Choralbass     | 04′ |
| 5.         | Flachflöte     | 02′ |
| 6.         | Mixtur IV      |     |
| 7.         | Posaune        | 16′ |

Das Westende des Querschiffs dient als Chorersatz, hier steht der Altar. In den Langbau wurde später ein zweigeschossiger Flachbau eingelassen, der bis zur letzten Säule vor dem Querbau reicht. Der Rest des zerstörten Langbaus ist ein Garten.

### Architektonische Einordnung
Die Kirche gilt als gelungene Synthese zwischen klassizistischer und mittelalterlicher Architektur. In historistischer Manier bediente sich Soller vergangener Stilepochen. Stilprägend sind vor allem norditalienische Kirchen aus Padua und Venedig aus der Zeit des Mittelalters und der Renaissance. Soller unternahm 1845, unmittelbar vor seinen ersten Entwurfsarbeiten, eine fünfmonatige Studienreise nach Italien. Venedig war ihm auch für das Zusammenspiel von Wasserfläche und Architektur Inspiration. Die Fassade mit dem filigranen Erzengel an der Spitze erinnert an die venezianische Kirche San Giorgio Maggiore. Der Grundriss mit seinen drei Apsiden und dem ausgedehnten Langhaus orientiert sich hingegen stark an der San Salvatore in Venedig. Die Verbindung von Zentralbau und Langhaus war kunstgeschichtlich bedeutsam für mehrere Berliner Nachfolgebauten der zweiten Generation der Schinkelschule. Das Kirchengebäude traf den Nerv der Zeit, selbst Kritiker der Schinkelschule erkannten ihre gelungene Ausführung an.

## Geschichte

### Planung (1846–1850)
Der protestantische König Friedrich Wilhelm IV. genehmigte den Bau einer zweiten repräsentativen katholischen Kirche in Berlin nach der Reformation, die am Anfang vor allem als Garnisonkirche geplant war. Sie sollte den in Berlin lebenden katholischen Soldaten eine geistliche Heimat geben und die Hedwigskirche entlasten. Eine weitere noch bestehende Kirche ist die 1848 geweihte Kirche St. Marien am Behnitz in der damals selbständigen Stadt Spandau.
Die ersten Entwürfe für die Kirche fertigte Soller schon im Jahre 1846 an. Dabei plante er zunächst eine Doppelturmfront mit gotischen Elementen, auf die er später verzichtete. Auch den Plan, die Kirche als Zentralbau anzulegen, verwarf er später. Durch den Verzicht auf die Doppeltürme an der Front fehlte der Kirche nun ein weit sichtbarer baulicher Akzent. Diesen konnte das ursprünglich statt der Kuppel geplante geometrisch strenge Oktogonzeltdach nicht bieten. So entschied sich Soller 1848 den Wünschen Friedrich Wilhelms IV. und den damaligen architektonischen Vorlieben entsprechend für den Kuppelbau mit dem lang gezogenen Tambour.

### Bau (1851–1856)

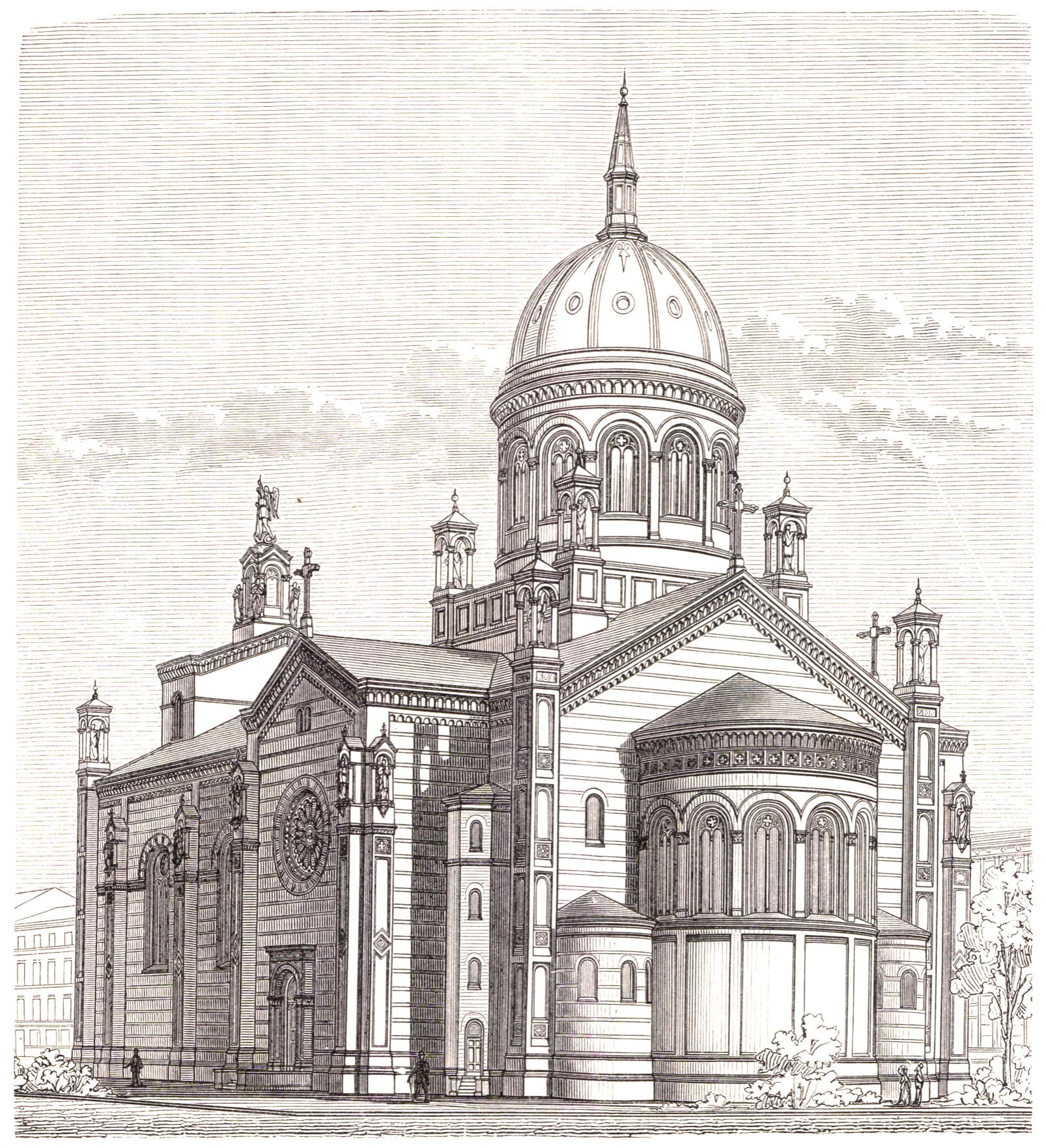
Ansicht der Kirche, 1896

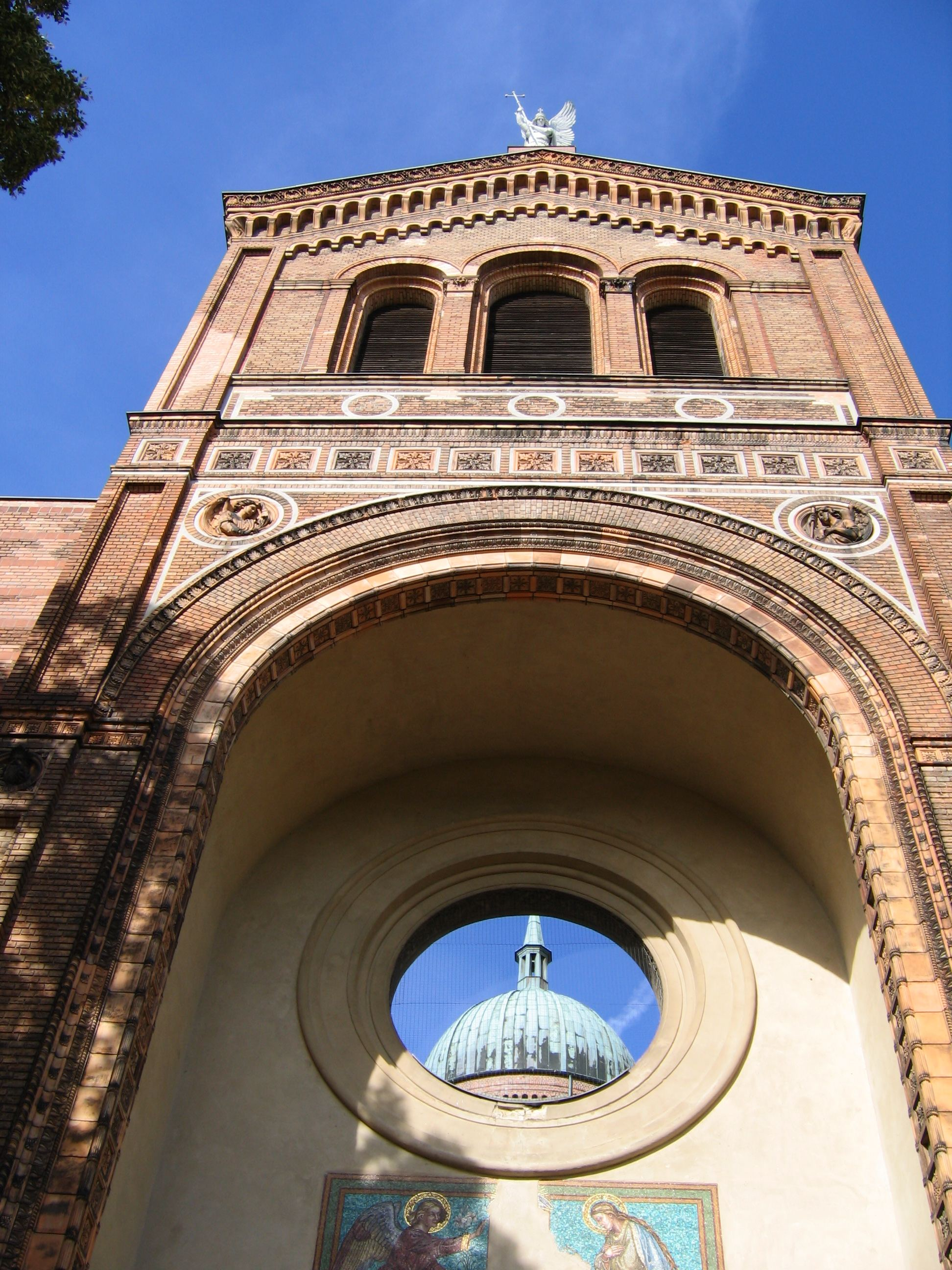
Vorderansicht der Hauptfassade mit der Rundbogennische

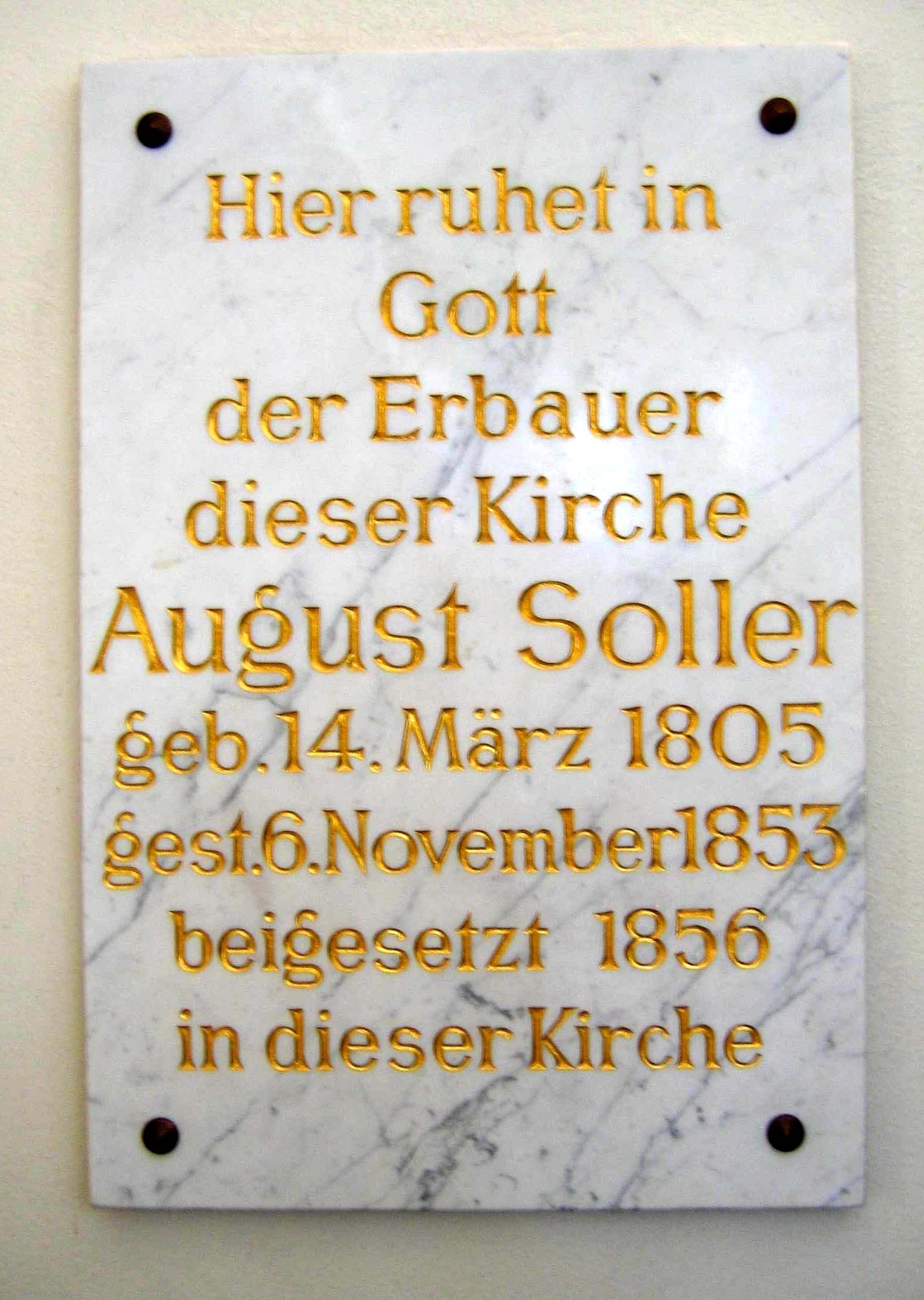
Grabinschrift für August Soller

Friedrich Wilhelm IV. hatte zuvor die Michaelstraße (seit 1849: Michaelkirchstraße) nach dem Erzengel Michael benannt und brachte die Baukommission zu dem Entschluss, auch die Kirche unter das Patrozinium des Erzengels Michael zu stellen. Am 14. Juli 1851 erfolgte die feierliche Grundsteinlegung im Beisein des Königs und seiner Familie, von kirchlichen und weltlichen Würdenträgern, Militärs und Beamten. Es fanden sich mehrere tausend Personen am Engelufer ein.
Bereits drei Jahre vor der Fertigstellung starb Soller und wurde dann 1856 in der von ihm entworfenen Kirche beigesetzt. Nachdem die Finanzierung der Kirche zwischenzeitlich ins Stocken geraten war, vollendeten Andreas Simons, Martin Gropius und zuletzt Richard Lucae den Bau in seinem Sinne. Die Baukosten wurden 1896 auf umgerechnet 438.000 Mark beziffert (kaufkraftbereinigt in heutiger Währung: rund 3,83 Millionen Euro).

### Von der Militär- zur Zivilgemeinde
Nach der Konsekration der Kirche 1861 wurde eine Militärgemeinde für 3.000 katholische Soldaten gegründet. Zwei Jahre später kam eine örtliche Gemeinde hinzu, die ständig wuchs, bis die Kirche 1877 schließlich ganz in deren Besitz überging. 1888 wurde die Gemeinde zur Pfarrei erhoben. Mit der Besiedlung der Umgebung der Kirche, die bei Baubeginn 1851 noch weitgehend Heideland war, vergrößerte sich die Gemeinde weiter. Waren es bei Gründung der Gemeinde noch 6.000 Mitglieder, gehörten ihr zur Jahrhundertwende schon 20.000 Katholiken an, die sich „Michaeliten“ nannten.

### Soziale Konflikte und soziales Engagement

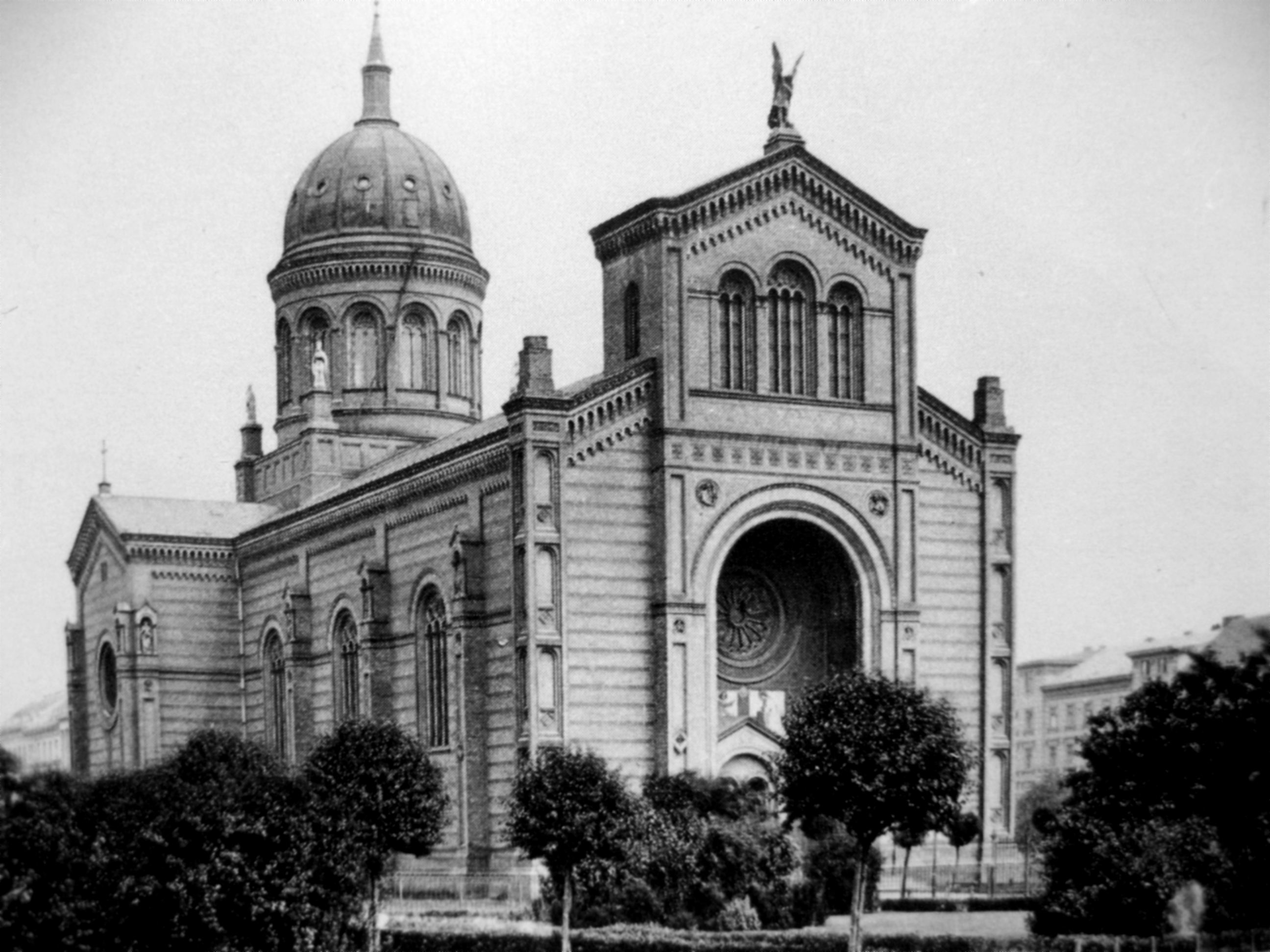
St. Michael, 1880

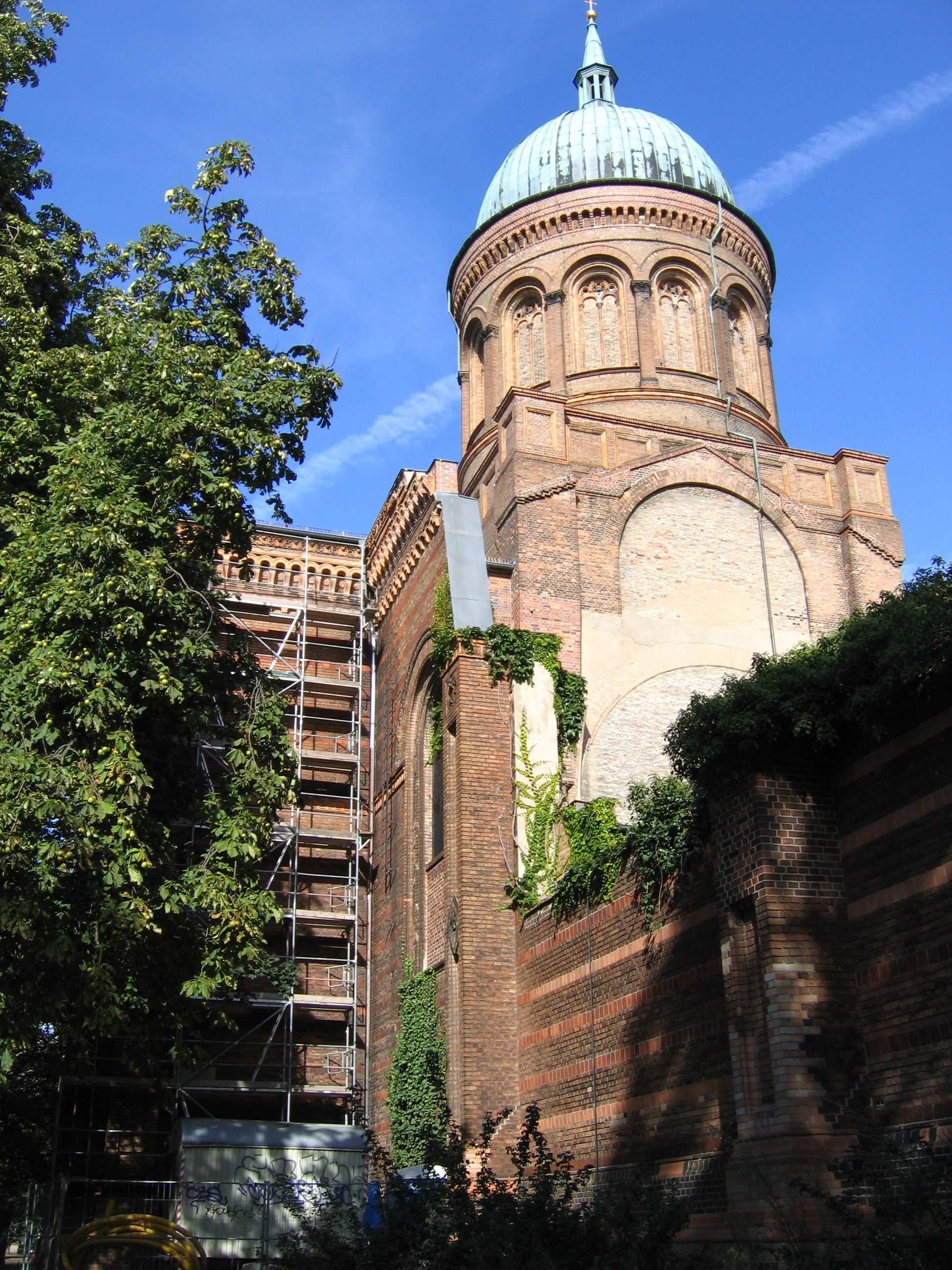
Seitliche Ansicht mit der Kuppel

Die Gegend um St. Michael mit ihren vielen Mietskasernen war in der Zeit um 1900 ein sozialer Brennpunkt. So kam es am 26. Februar 1892 zu Ausschreitungen und Plünderungen durch Arbeitslose, die Geschäfte überfielen. Wohlhabende Gemeindemitglieder bemühten sich um die Gründung von Hilfsvereinen, um die Probleme zu dämpfen. 1888 kamen Marienschwestern aus Breslau in die Gemeinde und gründeten 1909 das Marienstift, das sie bis 1995 betreuten. Zum Marienstift gehörten auch soziale Einrichtungen wie eine ambulante Krankenpflege, ein Kindergarten sowie Unterkünfte für Dienstmädchen. Der selige Dompropst Bernhard Lichtenberg, der später Widerstand gegen den Nationalsozialismus leistete, war 1903–1905 Kaplan an St. Michael. Das soziale Engagement der Kirche wurde 1917–1926 unter Maximilian Kaller ausgebaut, der sich wie Lichtenberg später auch gegen den Nationalsozialismus wenden sollte. Maximilian Kaller band im Rahmen des Laienapostolats auch Gemeindemitglieder in die Seelsorge ein.

### Engelbecken
Als der Luisenstädtische Kanal 1926 zugeschüttet wurde, sollte das nach dem Schutzpatron der Kirche benannte Engelbecken in ein Freibad umgewandelt werden. Dies empörte Berlins Katholiken; mit Hilfe der Zentrumspartei wurde die Umsetzung des Plans im Preußischen Landtag schließlich verhindert und das Engelbecken zu einem Schwanenteich mit Grünanlage ausgebaut.

### Kriegszerstörung und Wiederaufbau
In den letzten Monaten des Zweiten Weltkriegs wurde die Luisenstadt am 3. Februar 1945 durch einen Luftangriff der USAAF mit über 950 Maschinen fast völlig zerstört. Die Sankt-Michael-Kirche erlitt schwere Schäden durch Brand- und Sprengbomben. Dabei wurde auch die Orgel vernichtet, die als eine der schönsten und größten Kirchenorgeln Berlins galt. Auch die Innenausstattung wurde größtenteils zerstört. Die Umfassungsmauern und die Kuppel sowie die Front blieben jedoch weitgehend erhalten. Wegen des zerstörten Dachs ist durch das Portalfenster die Kuppel zu sehen, über der sich das Glockengeschoss erhebt. Ganz unten befindet sich das Mosaik mit der Verkündigung des Herrn. Wegen des überstehenden Eingangs hat es die Zerstörungen teilweise überstanden.
Mit den Gottesdiensten wich man nun in das Marienstift aus. Unter Pfarrer Franz Kusche wurden die Apsis, die Sakristei und das Querschiff wiederaufgebaut, so dass 1953 erstmals wieder Gottesdienste gehalten werden konnten. Über dem Altar stand die Inschrift „Wer ist wie Gott?“, die Übersetzung des hebräischen Namens Michael. 1957 wurden drei neue Glocken und 1960 nach dem Bau einer Orgelempore die neue Sauer-Orgel eingeweiht.

### Mauerbau und Teilung der Gemeinde

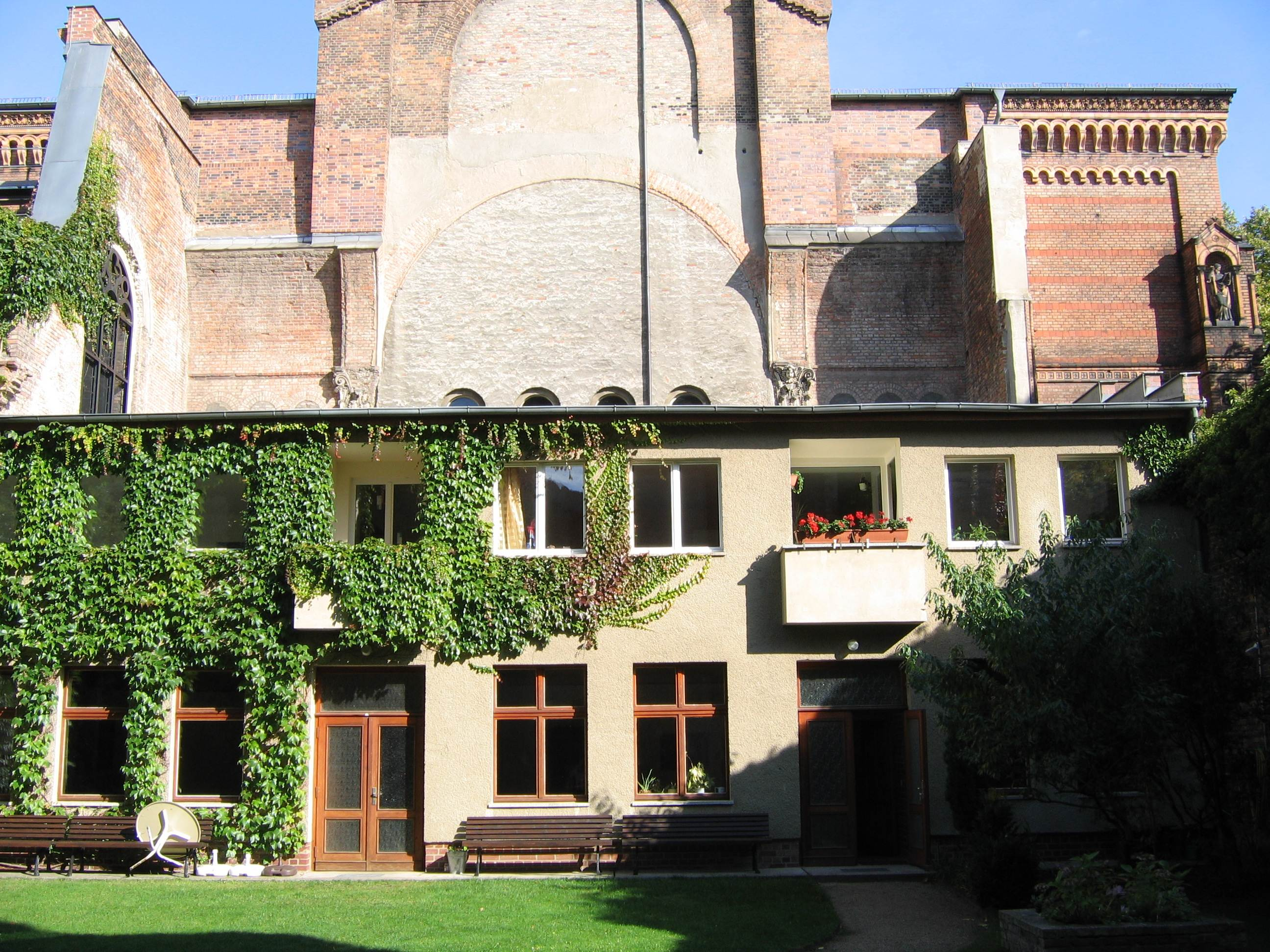
Pfarrhaus

Mit dem Bau der Mauer 1961 wurde die Gemeinde in einen östlichen und einen nun heimatlosen westlichen Teil zerrissen. Die West-Berliner Gemeinde erhielt eine eigene Sankt-Michael-Kirche in der Waldemarstraße (Alfred-Döblin-Platz) direkt am Mauerstreifen, die nach den Plänen des 1961 verstorbenen Architekten Rudolf Schwarz errichtet wurde und eines seiner letzten Werke ist. Nach einer möglichen Wiedervereinigung sollte der neu erbaute Kirchenraum dann als Gemeindesaal dienen. Das hundertjährige Jubiläum der Kirchweihe im Oktober 1961 wurde getrennt gefeiert.
Während der Zeit der Trennung hatten sich beide Gemeindeteile jedoch sehr unterschiedlich entwickelt: Hatten sich die Gemeinde St. Michael im Westen in den 1980er Jahren der Stadtteilarbeit in Kreuzberg geöffnet und sich stärker auf jüngere Christen eingestellt, blieben die Gemeinde im Osten eher bei traditioneller Seelsorge und Liturgie. So blieb es nach der Wiedervereinigung zunächst bei der Trennung. Seit dem 1. Januar 2021 gehören St. Michael im Osten und St. Michael im Westen zur Pfarrei Bernhard Lichtenberg Berlin-Mitte.
Im Jahr 1978 wurde die Kirche unter Denkmalschutz gestellt. Von 1978 bis 1980 wurde die Kuppel neu mit Kupfer eingedeckt, das Mauerwerk ausgebessert und das neuvergoldete Kreuz wieder aufgesetzt. 1984 zog das Pfarrhaus von der Michaelkirchstraße in das 1985 bis 1988 in der Kirchruine als Flachbau errichtete Pfarrhaus um.

### Nach der deutschen Wiedervereinigung
Nach dem Fall der Mauer wurde der Glockenturm saniert und die restaurierte Figur des Erzengels Michael wieder auf den Turm gesetzt (1991–1993). Das Mosaik über dem Portal wurde 1999 ebenfalls wiederhergestellt. Es stellt die Verkündigung des Herrn dar. Dennoch trägt das Längsschiff bis heute kein Dach. Die Gottesdienste werden im Querschiff abgehalten. Am 7. März 2001 wurde der Förderverein zur Erhaltung der katholischen Kirche St. Michael Berlin-Mitte e. V. gegründet, der die Erhaltung des Kirchengebäudes und die damit verbundenen Aktivitäten unterstützen soll.
Am 31. Oktober 2003 wurde auf Beschluss des Erzbistums Berlin die Pfarrei St. Michael, die zu diesem Zeitpunkt 800 Mitglieder zählte, in die benachbarte Dompfarrei St. Hedwig eingegliedert. St. Michael ist somit keine Pfarrkirche mehr, Gottesdienste finden jedoch in gleichem Umfang statt.
Im August 2005 wurden Pläne bekannt, nach denen das Zentrum gegen Vertreibungen des Bundes der Vertriebenen ab Herbst 2006 im wieder aufzubauenden Längsschiff untergebracht werden sollte. Die Verhandlungen der Kirchengemeinde mit dem Bund der Vertriebenen darüber wurden jedoch am 15. August 2005 nach Aussagen des Erzbistums „wegen des fehlenden gesellschaftlichen Konsens einer Ansiedlung des Zentrums in einer Kirche“ abgebrochen.
Die freie Sicht auf St. Michael vom Oranienplatz aus war zwischen 1961 und 1990 durch die Berliner Mauer verbaut. Die untere Hälfte der Kirche, deren Ansicht durch die Betonsegmente versperrt war, wurde im Jahre 1986 auf Initiative des Berliner Architekten Bernhard Strecker durch den in Berlin lebenden Künstler Yadegar Asisi auf westlicher Seite durch eine illusionistische Malerei ergänzt, um die „Durchlässigkeit“ der Mauer zu demonstrieren („Mauerdurchblick“). Nach dem Abbau der Betonteile der Mauer konnte der Italiener Marco Piccininni die nahe der Waldemarbrücke befindlichen bemalten Segmente 1990 bei einer Auktion in Monte Carlo erwerben und verschenkte sie später an den Vatikan, wo sie im August 1994 in den Vatikanischen Gärten aufgestellt wurden. Die anderen Graffiti auf der Berliner Mauer entlang der Waldemarstraße sind in zehn zusammengesetzten Posterfotos durch die Fotografen Liselotte und Armin Orgel-Köhne dokumentiert (Stand: 1985).